# Andrea Appiani

Eugenio de Beauharnais, retratado por Appiani en 1800.

Andrea Appiani (Milán, 31 de mayo de 1754 - Milán, 8 de noviembre de 1817) fue un pintor neoclásico italiano.

## Biografía
Nacido en Milán, estaba previsto que siguiera la carrera de su padre en medicina, pero en lugar de ello entró en la academia privada del pintor Carlo Maria Giudici (1723-1804). Recibió formación en dibujo, copiando principalmente a partir de esculturas y láminas. Luego se unió a la clase del pintor de frescos Antonio de' Giorgi, que impartía en la galería de pinturas Ambrosiana de Milán. También frecuentó el estudio de Martin Knoller, donde profundizó su conocimiento de pintura al óleo; y estudió anatomía en el Ospedale Maggiore de Milán con el escultor Gaetano Monti. Su interés en temas estéticos fue estimulado por el poeta clásico Giuseppe Parini, a quien dibujó en dos buenos retratos realizados con lápiz. En 1776 entró en la Accademia di Belle Arti di Brera para seguir los cursos de pintura de Giuliano Traballesi, de quien recibió enseñanza magistral sobre la técnica al fresco. Sus mejores obras se encuentran en la iglesia de San Maria presso San Celso y en el Palacio Real de Milán, rivalizando casi con las de su maestro.
Fue artista pensionado por el Reino de Italia por Napoleón, pero perdió este ingreso después de los acontecimientos de 1814 y cayó en la pobreza. Durante su período como pintor de corte retrató a Napoleón y los principales personajes de su régimen. Entre sus óleos más logrados se encuentran Venus y Amor y Rinaldo en el jardín de Armida. Es conocido como «el Viejo» para distinguirlo de su sobrino-nieto Andrea Appiani, un pintor de historia en Roma. Otros pintores con el mismo apellido fueron Niccolò Appiani y Francesco Appiani.

## Galería de imágenes

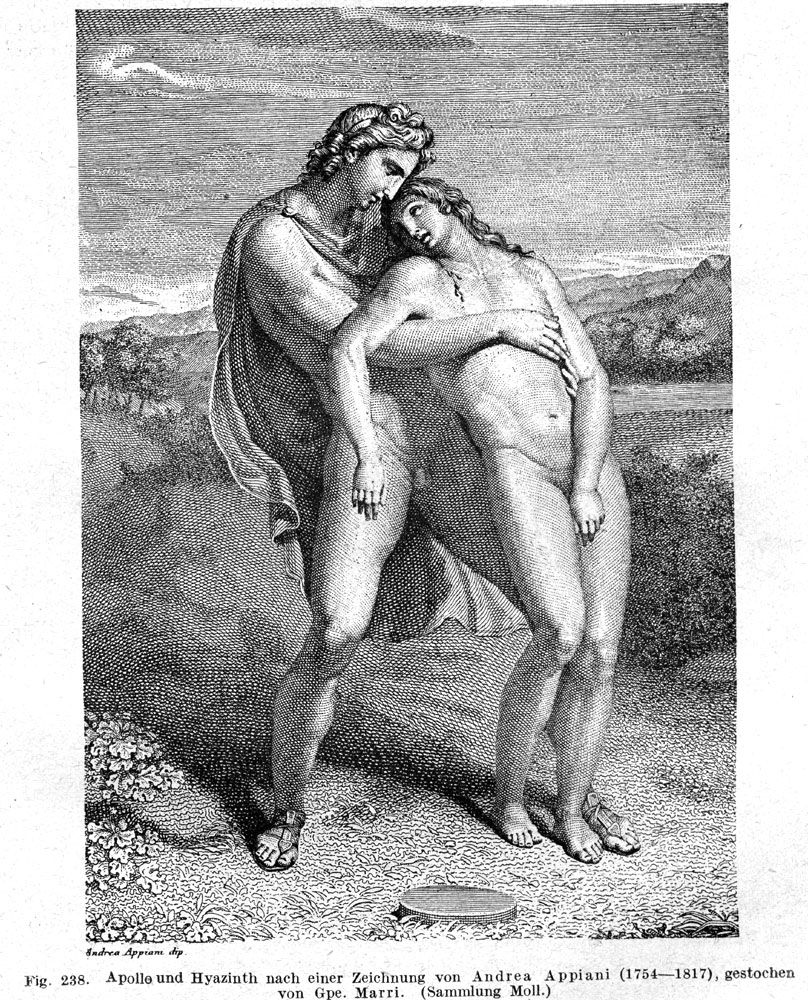
La muerte de Jacinto.
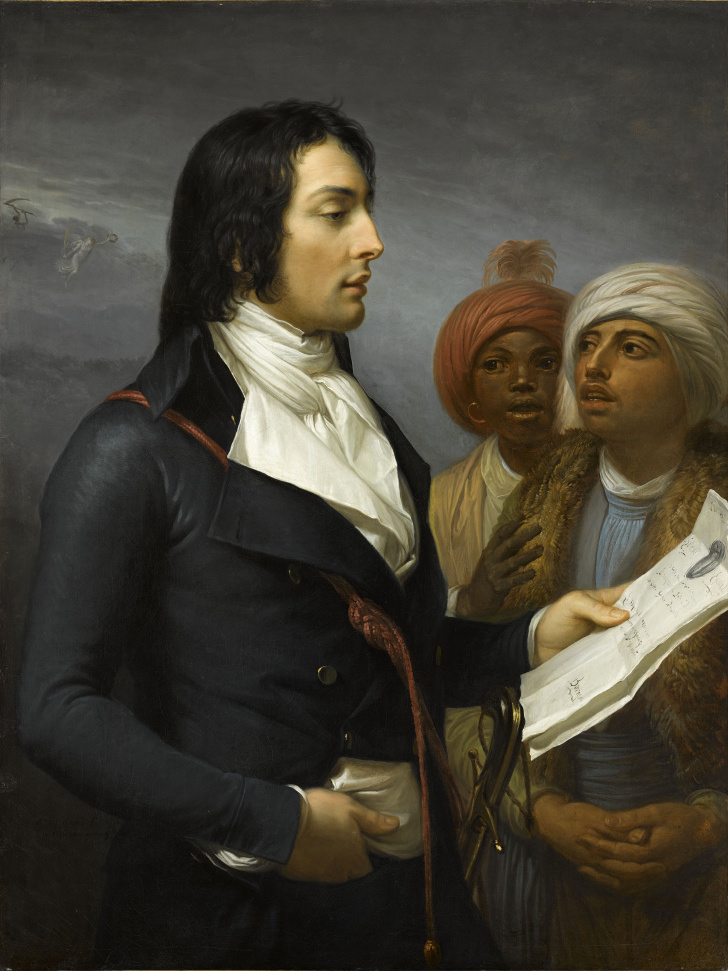
El general Desaix, 1800.
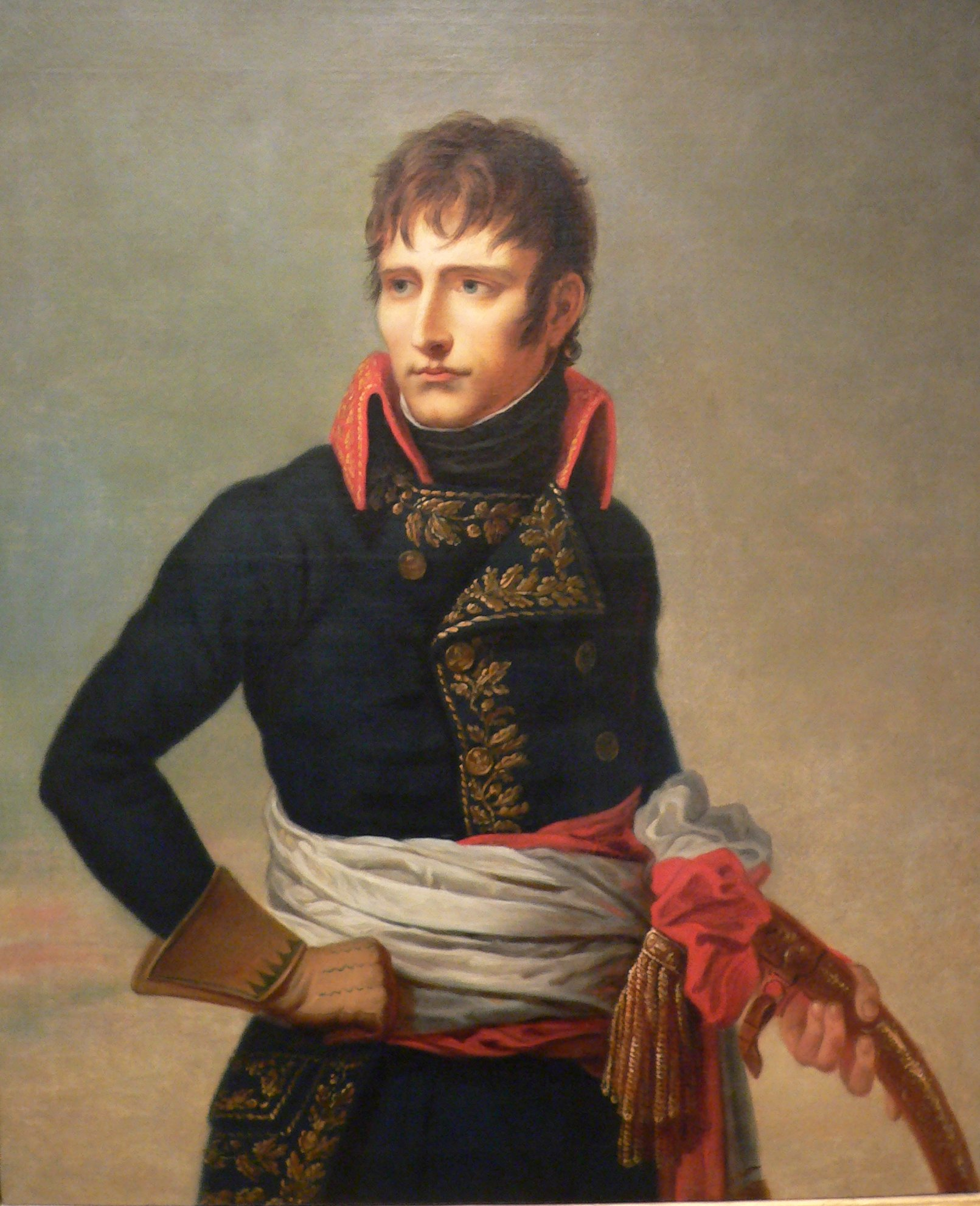
Napoleón, 1798.
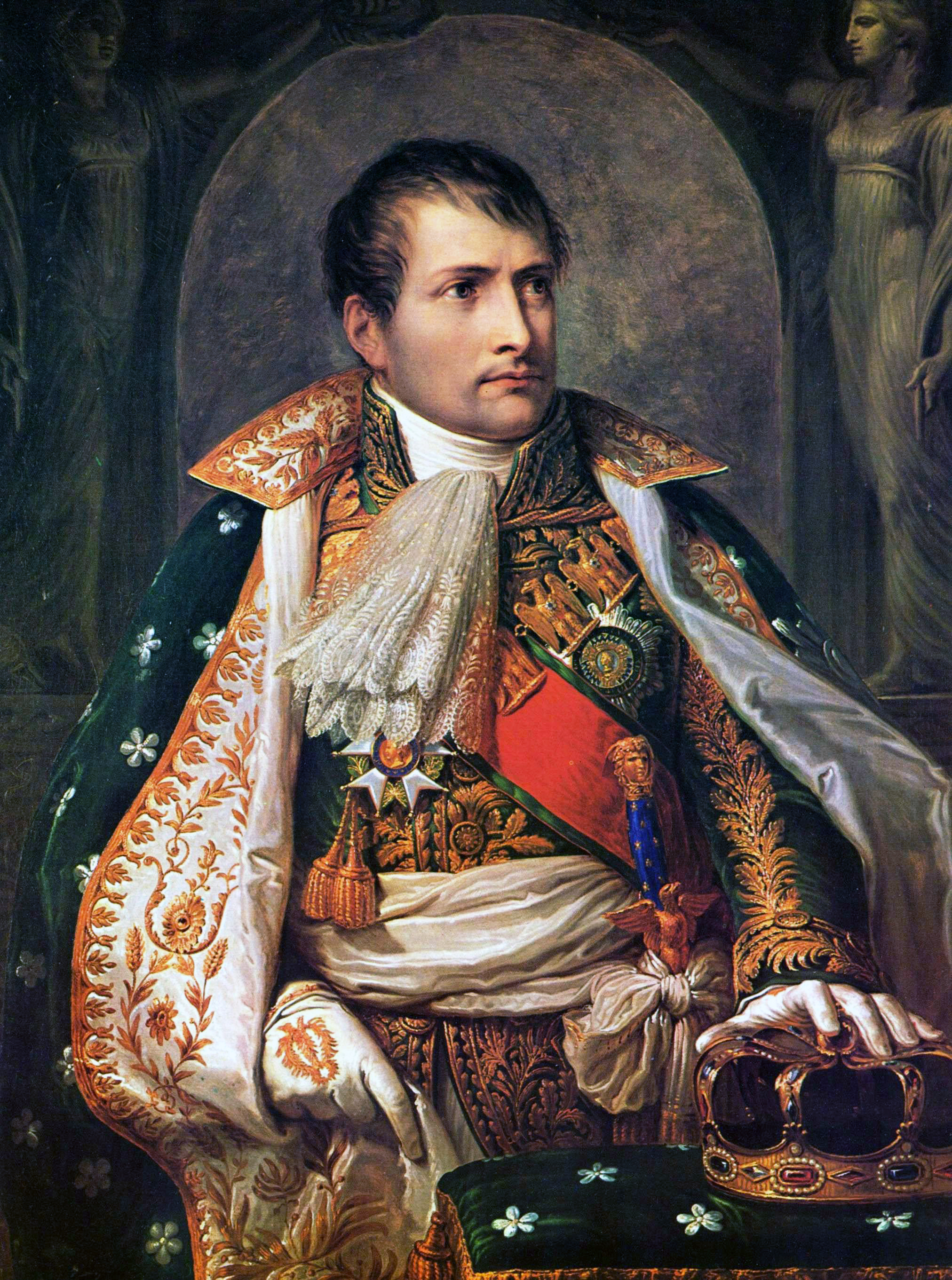
Napoleón, 1805.
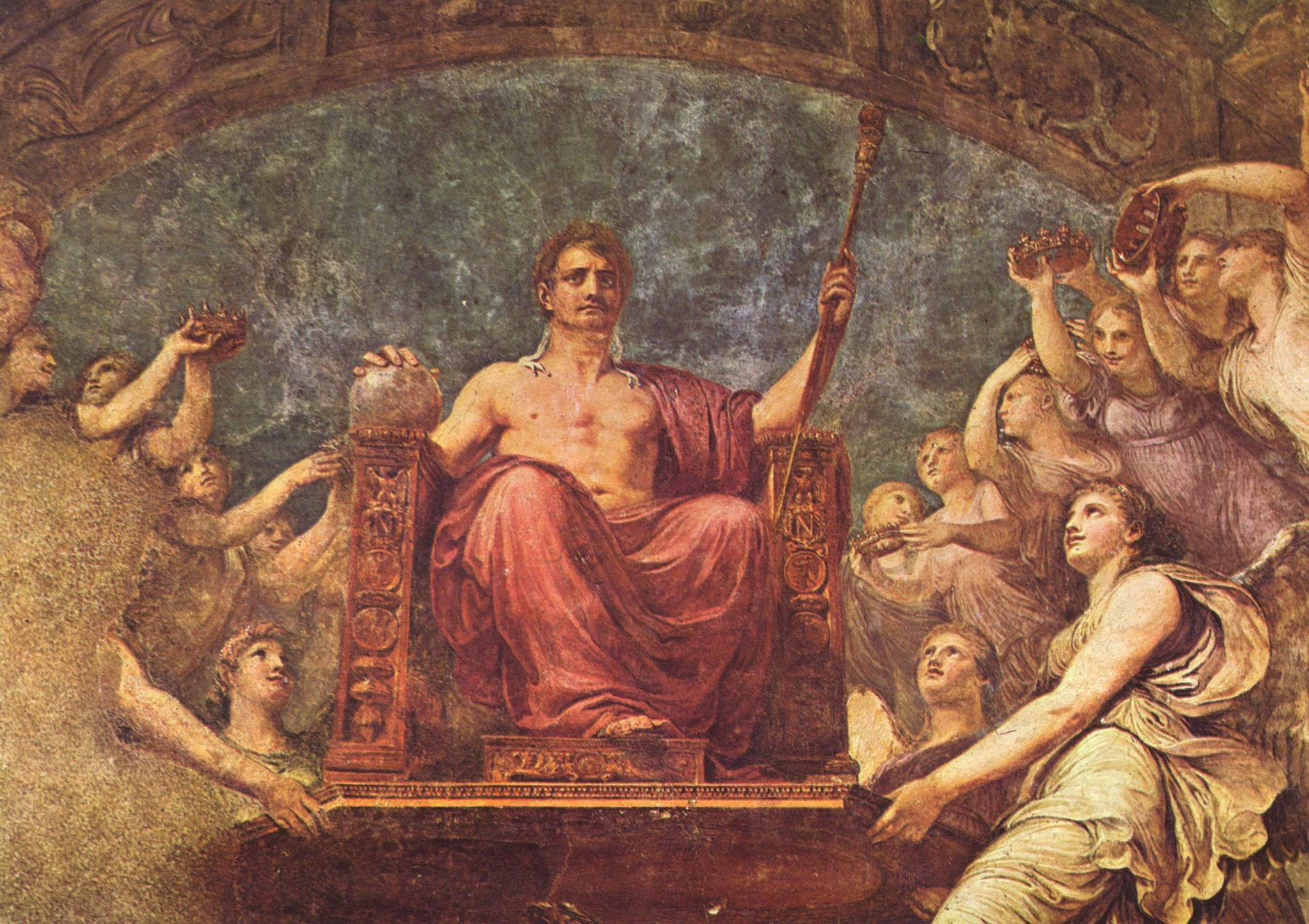
Apoteosis de Napoleón, 1807.
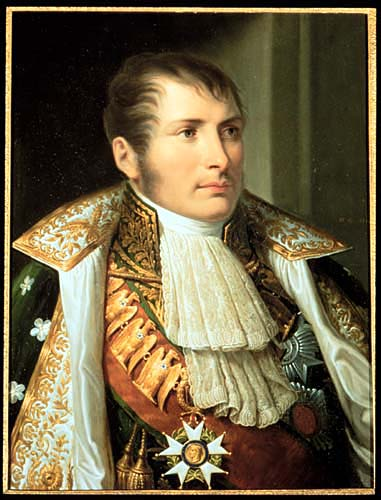
Eugenio de Beauharnais, 1810.